# Die Erbin des Holzkönigs
Die Erbin des Holzkönigs (Originaltitel: The Ancient Highway) ist ein US-amerikanischer Abenteuerfilm aus dem Jahr 1925 von Irvin Willat mit Jack Holt und Billie Dove in den Hauptrollen. Der Stummfilm wurde von Famous Players-Lasky produziert und basiert auf dem Roman The Ancient Highway von James Oliver Curwood.

## Handlung

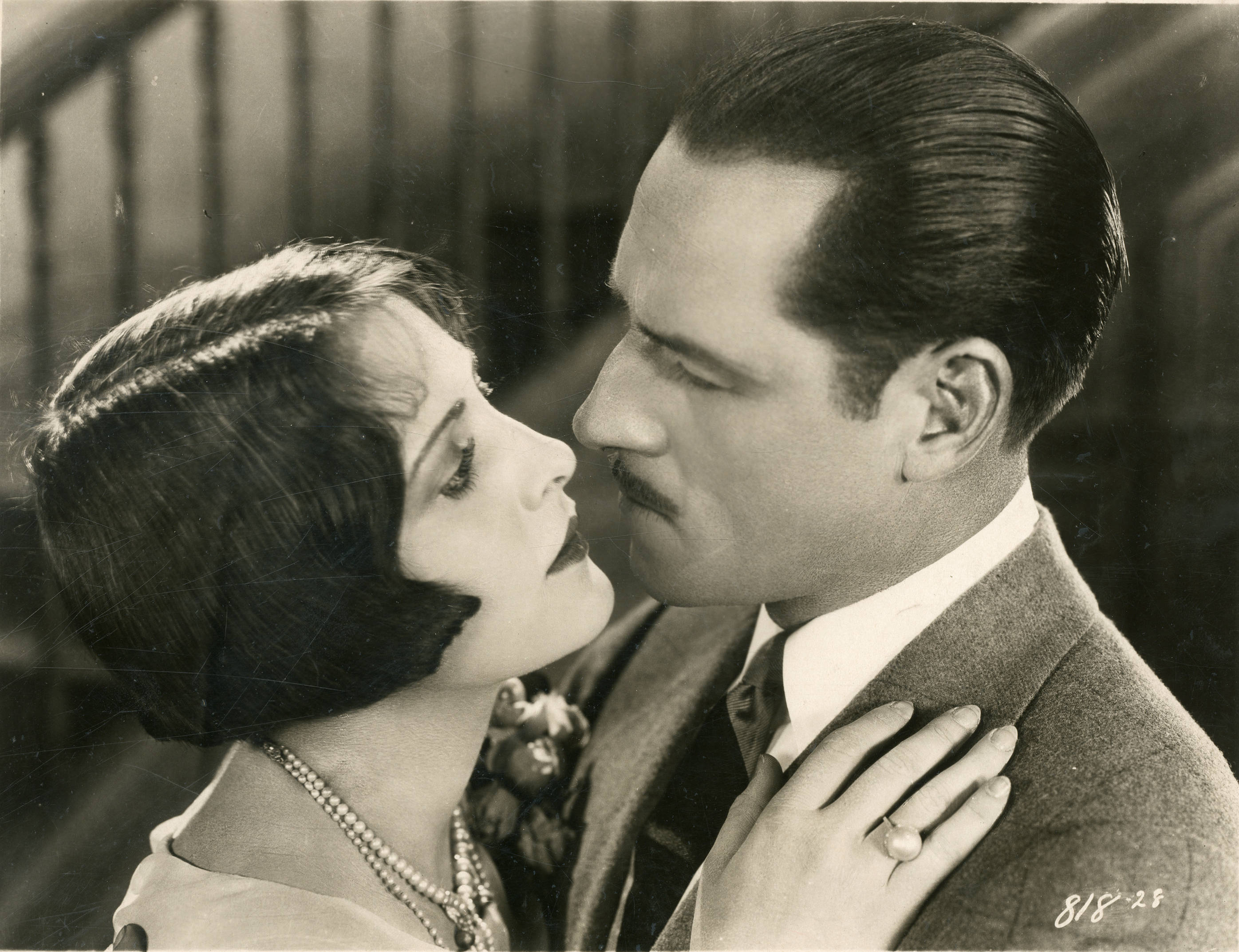
Szenenfoto mit Billie Dove und Jack Holt

Cliff Brant reist durch die Welt, kehrt aber schließlich nach Kanada zurück, um den Tod seines Vaters zu rächen, den der Holzbaron Ivan Hurd verursacht hat. Cliff schlägt Hurd fast zu Tode. Antoinette St. Ives, die Besitzerin einer Papierfirma und eine Konkurrentin von Hurd, wird Zeugin des Kampfes. Hurd liebt Antoinette und versucht, ihre Firma zu ruinieren, um sie zu zwingen, ihn zu akzeptieren. Antoinette warnt Brant, dass Hurd ihn bei der Polizei angezeigt hat, und er begibt sich zum „Ancient Highway“, einem Fluss in Quebec. Dort rettet er Antoinettes Bruder Gaspard aus der Gewalt von Raufbolden und nimmt ihn mit nach Hause. Der Junge stellt Brant Antoinette vor und er verliebt sich in sie. Er erklärt ihr seine Liebe, aber sie ist von seinen primitiven Taktiken abgestoßen, obwohl sie ihn liebt. Hurd plant erneut den Ruin von Antoinettes Firma und versucht, die Stämme zu blockieren, die zu ihrer Mühle transportiert werden. Brant verhindert dies und sprengt den Holzstau. Hurd wird getötet, Cliff und Antoinette planen ihre Hochzeit.

## Hintergrund
Am 29. April 1925 wurde der Film als eine der kommenden Produktionen von Paramount Pictures für die Saison 1925–1926 angekündigt, mit einer erwarteten Veröffentlichung im Dezember 1925.
Bevor die endgültige Besetzung feststand und die Hauptdreharbeiten offiziell begannen, schifften sich Regisseur Irvin Willat und ein kleines Filmteam in die Gegend von Marshfield in Oregon (später bekannt als Coos Bay) ein, um Holzfällerszenen zu drehen. Während einer Flussszene kam es zu einem tragischen Unglück, als der Stuntman  R. D. Jones, der auf Baumstämmen in den reißenden Wassern stand, in dem Fluss stürzte und ertrank.
Am 11. Juli 1925 wurden Jack Holt und Florence Vidor als aktuelle Hauptdarsteller aufgeführt; Vidor wurde später durch Billie Dove ersetzt. Außerdem wurde vermerkt, dass der Titel seinen Namen von einem berühmten Bach im kanadischen Quebec erhielt, der als „The Ancient Highway“ bekannt ist. Am 26. Juli 1925 wurde bekannt gegeben, dass die Hauptdreharbeiten begonnen hätten. Einen Monat später wurde berichtet, dass die Crew vor Ort in den Cascade Mountains in der Nähe von Leavenworth (Washington) filme.
Am 13. September 1925 hieß es, die Dreharbeiten würden noch in dieser Woche abgeschlossen sein. Die Presse vermeldete am 23. September und am 3. Oktober 1925, dass Schnitt und Montage im Gange seien.
Da keine Kopien der sieben Filmrollen existieren, gilt der Film als verschollen.

## Veröffentlichung
Die Premiere des Films fand am 8. November 1925 in New York statt. Im Juni 1926 kam er im Deutschen Reich in die Kinos.

## Kritiken
Mordaunt Hall von der The New York Times bemängelte, dass die Zwischentitel den Mangel an Handlung an einigen Stellen wettmachen müssen, denn es sei nicht sehr interessant, dass sich ein Mann und eine Frau bloß in die Augen schauen.